# Praia da Ilha dos Namorados (Sergipe)
A Praia dos Namorados, também conhecida como Ilha dos Namorados, é uma das praias de Aracaju, capital de Sergipe.